# Kirche Hl. Prophet Elias (Sremska Kamenica)

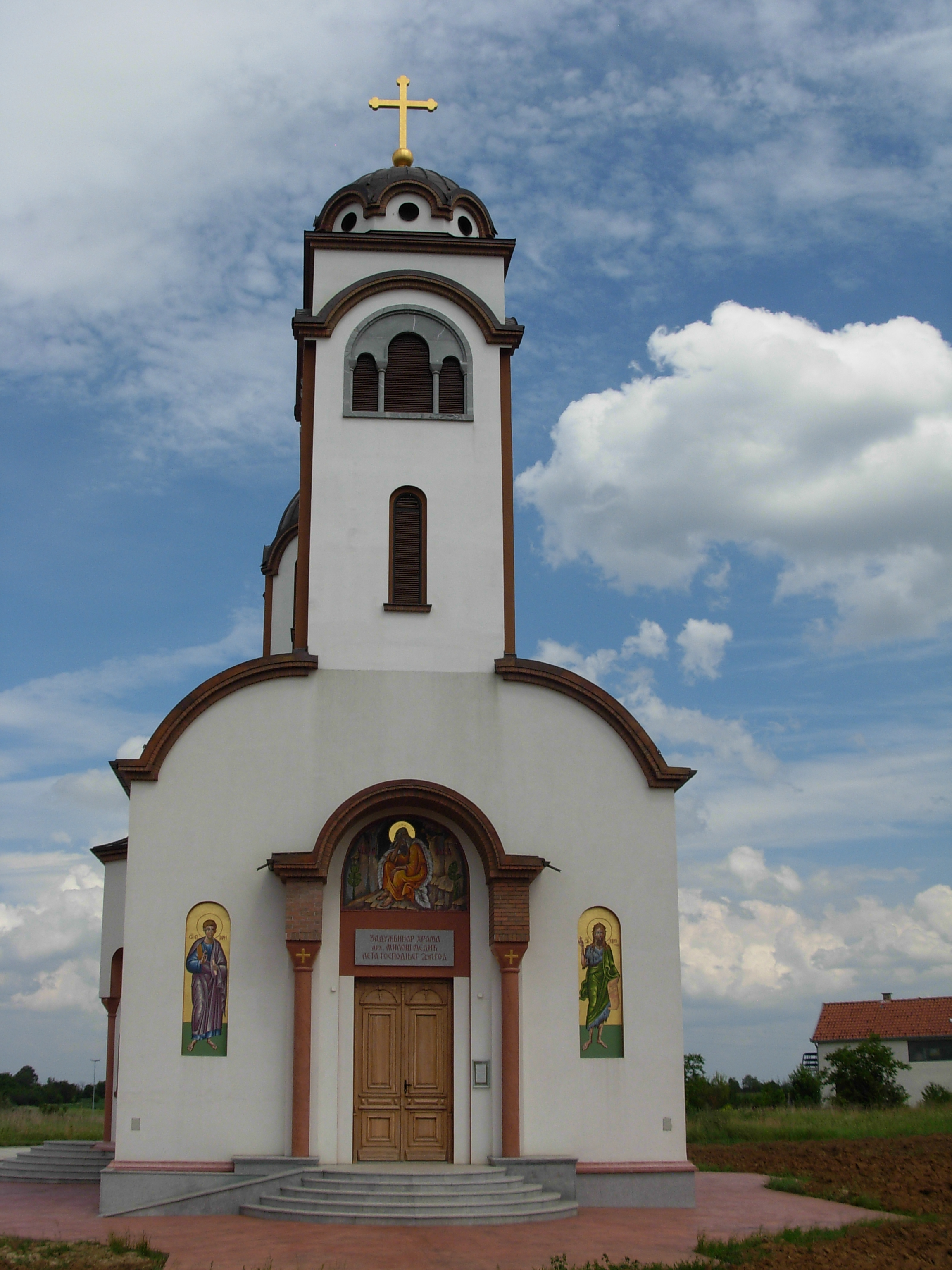
Die Kirche Hl. Prophet Elias in Sremska Kamenica

Die Kirche Hl. Prophet Elias (serbisch: Црква Светог Пророка Илије, Crkva Svetog Proroka Ilije) in der Kleinstadt Sremska Kamenica (innerhalb der Großstadt Novi Sad), ist eine serbisch-orthodoxe Kirche, in der nordserbischen autonomen Provinz Vojvodina.
Das von 2005 bis 2011 erbaute Kirchengebäude ist dem Hl. Propheten Elias geweiht und ist die Pfarrkirche der Pfarreien I bis III der Kirche Hl. Elias der Kirchengemeinde Sremska Kamenica, im Dekanat Podunavsko der Eparchie Srem der Serbisch-Orthodoxen Kirche.

## Lage
Die Kirche steht im östlichen Stadtgebiet von Sremska Kamenica, an der Grenze der zwei Stadtviertel Tatarsko brdo und Mišeluk. 
Das Stadtviertel Tatarsko brdo wird Sremska Kamenica zugerechnet, während Mišeluk, zwischen Sremska Kamenica und der ebenfalls innerhalb der Großstadt Novi Sad gelegenen Kleinstadt Petrovaradin, zu der der größere Teil von Mišeluk angehört, aufgeteilt wird.
Das Gotteshaus steht am Beginn der Straße, Ulica Svetog Ilije. Die genaue Adresse der Kirche lautet Ulica Svetog Ilije Nr. 1.
Die Kirche Hl. Elias steht auf einem Hügel im nicht umzäunten Kirchhof und ist von viel Natur umgeben. Westlich neben der Kirche steht das Pfarrhaus und in der Nähe befindet sich ein Kinderspielplatz.

## Geschichte

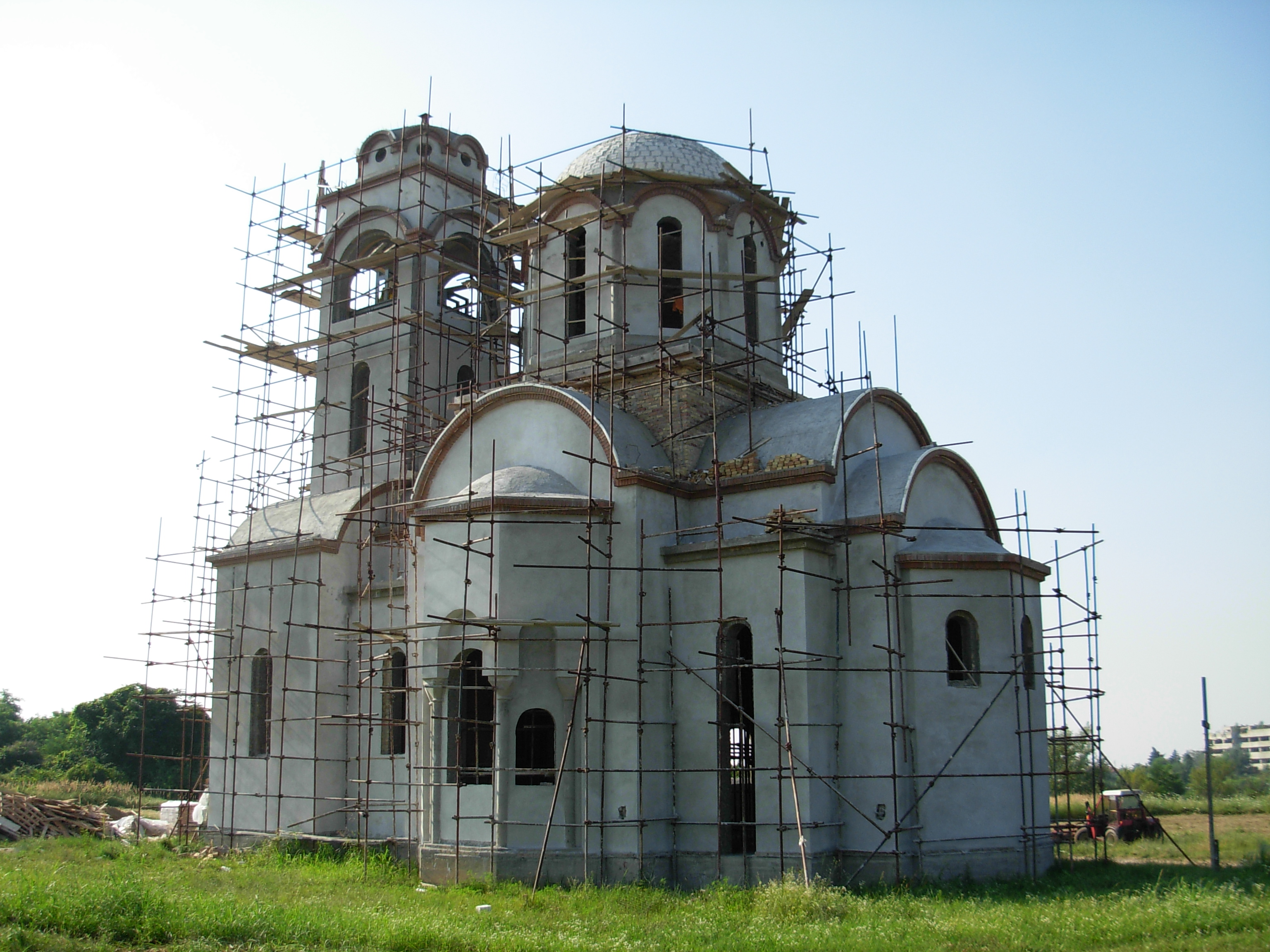
In Bau befindliche Kirche von Süden (im Jahre 2010)

Mit dem Zuzug von vielen serbischen Flüchtlingen und Vertriebenen in Folge der Jugoslawienkriege, die aus den verschiedenen ehemaligen Teilrepubliken Jugoslawiens nach Sremska Kamenica kamen, wuchs die Bevölkerungszahl der Stadt, in den 1990er Jahren, erheblich an.
Die im Stadtzentrum von Sremska Kamenica stehende von 1742 bis 1758 erbaute Mariä-Geburt-Kirche, wurde für die größere Anzahl an Gläubigen zu klein und es entstand, am Anfang des 21. Jahrhunderts, der Bedarf am Bau eines weiteren Kirchengebäudes im Stadtgebiet. 
Mit dem Bau der Kirche Hl. Elias wurde 2005 begonnen. Ktitor (Stifter) der Kirche ist der Architekt Miloš Medić. 2006 wurden die Kirchenfundamente geweiht. Das Kirchengebäude wurde in den folgenden Jahren erbaut, vor allem intensivierten sich die Bauarbeiten von 2010 bis 2011. 2011 war das Kirchenäußere fertiggestellt und die Arbeiten im Kircheninneren wurden begonnen. 
Am 14. Juni 2020, dem Feiertag des Hl. Justin Ćelijski, wurde die Kirche vom Bischof der Eparchie Srem, Vasilije, feierlich eingeweiht. Die darauffolgende hierarchische (bischöfliche) Liturgie wurde von Seiner Exzellenz, Vasilije, geleitet, mit der Assistenz: des Erzpriesters Gavro Milanović (Vorsteher des Dekanats Podunavsko), des Protopresbyters Božo Sovilj, des Militärpriesters Đorđe Sojisavljević, des örtlichen Pfarrpriesters (Erzpriester) Jovica Jovanović, des Priestermönches Evgenije (Mitbruder des Klosters Rakovac) und des Diakons Goran Vlasac. Bischof Vasilije brachte einen Reliquienschrein mit Teilen (Partikeln) der Reliquien: des Hl. Großmärtyrer Georg des Siegbringenden, des Nikolaus von Myra und des Apostel Thomas für die Kirche mit.
Der Ktitor der Kirche, der Architekt Miloš Medić, bekam vom Bischof den Orden des Hl. Arsenius Sremski, die höchste Auszeichnung der Eparchie Srem, verliehen.  Auch erhielten eine bischöfliche Dankesurkunde, der Arzt Dr. Kozić und sein Pate aus Amerika, für ihren Verdienst um das Erhalten der Reliquien der drei großen Heiligen.

## Architektur
Das Kirchengebäude ist in einer modernen Adaption des traditionellen Serbisch-byzantinischen Stils erbaut worden. Die einschiffige Kreuzkuppelkirche ist mit einer halbrunden Altar-Apsis im Osten, einer zentralen großen Rundkuppel, die sich über dem Tambour, in der Mitte des Naos über der Kreuzung der Seitenarme der Kirche erhebt, von Innen halbrunden und von Außen mehrseitigen Seitenkonchen in der Kirchenschiffmitte und einem Narthex mitsamt einen hohen Kirchturm, den ebenfalls eine Rundkuppel krönt, im Westen, erbaut worden.
Der Haupteingang der Kirche befindet sich an der Westfassade der Kirche, ein Nebeneingang an der Nordseite. Im östlichen Ende des Naos, kurz vor dem Altarbereich, existiert ein kleiner Nebeneingang an der Südfassade. Der West- und Nordeingang haben säulengestützte Eingangsportale. Über der Tür des Westeinganges befindet sich eine Gedenktafel, auf der der Architekt Miloš Medić als Ktitor aufgeführt ist, und das Jahr 2011 als Jahr der Fertigstellung der Kirche. Beide Kuppeln sind mit vergoldeten Kreuzen bekrönt. Über der Gedenktafel ist ein Patronatsmosaik des Propheten Elias angebracht. Links und rechts des Eingangs befinden sich zwei Wandikonen. Links ist der Apostel Thomas dargestellt, rechts Johannes der Täufer. Auch über dem Nordeingang befinden sich drei Wandikonen. In der Mitte ist Jesus Christus dargestellt und zu seiner linken Seite Maria, zu seiner rechten Seite Elias. 
Im Kircheninnenraum steht die reich mit Schnitzereien verzierte mehrtürige und mehrgeschoßige hölzerne Ikonostase mit in byzantinischer Manier gemalten Ikonen. Auch sind die Kirchenwände mit byzantinischen Fresken bemalt. Im Kircheninnenraum befinden sich zu dem mehrere Kronleuchter, der Bischofsthron, der Reliquienschrein und im westlichen Kirchenschiff der Chorbalkon.

## Galerie

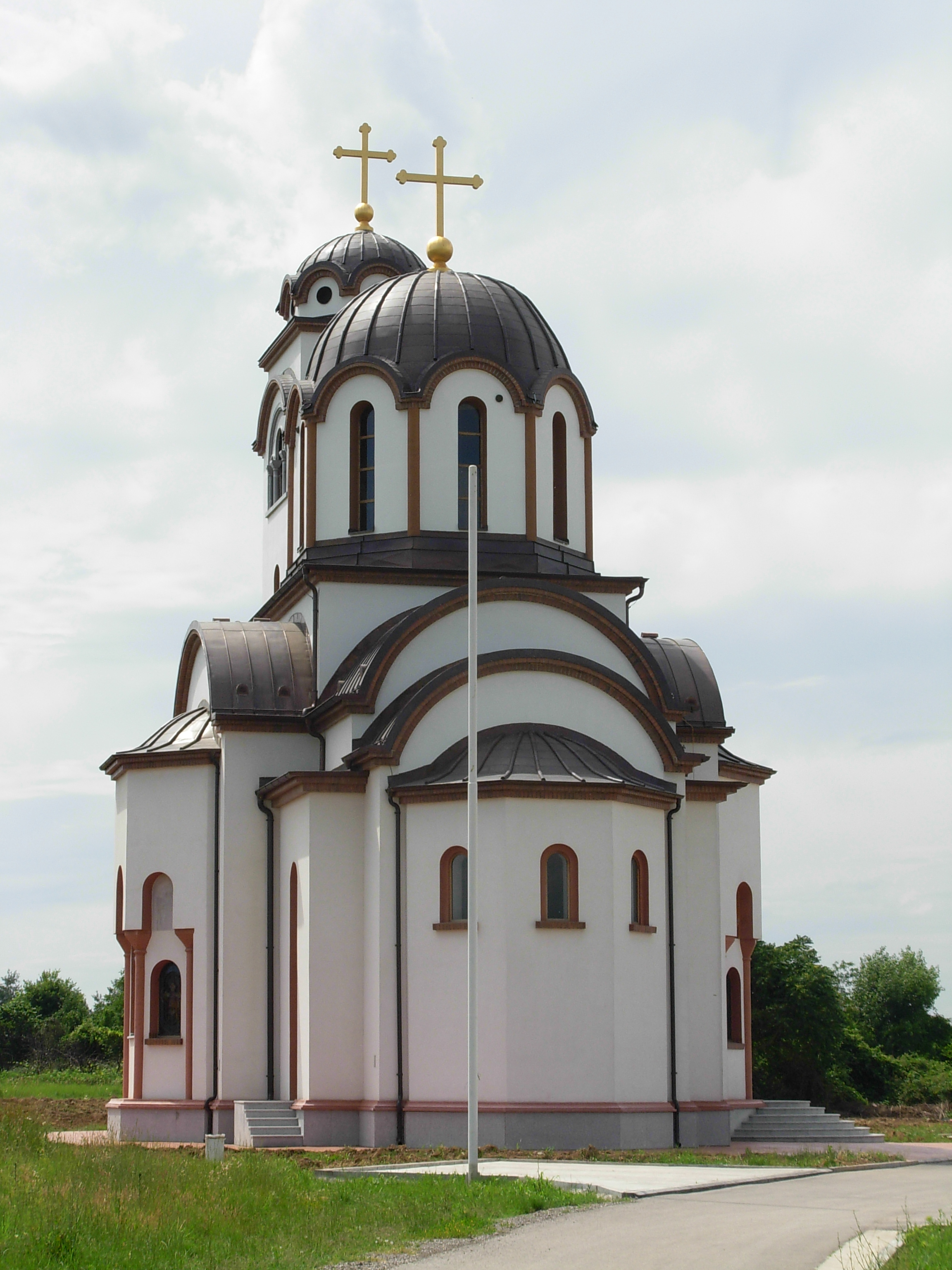
Ostseite der Kirche
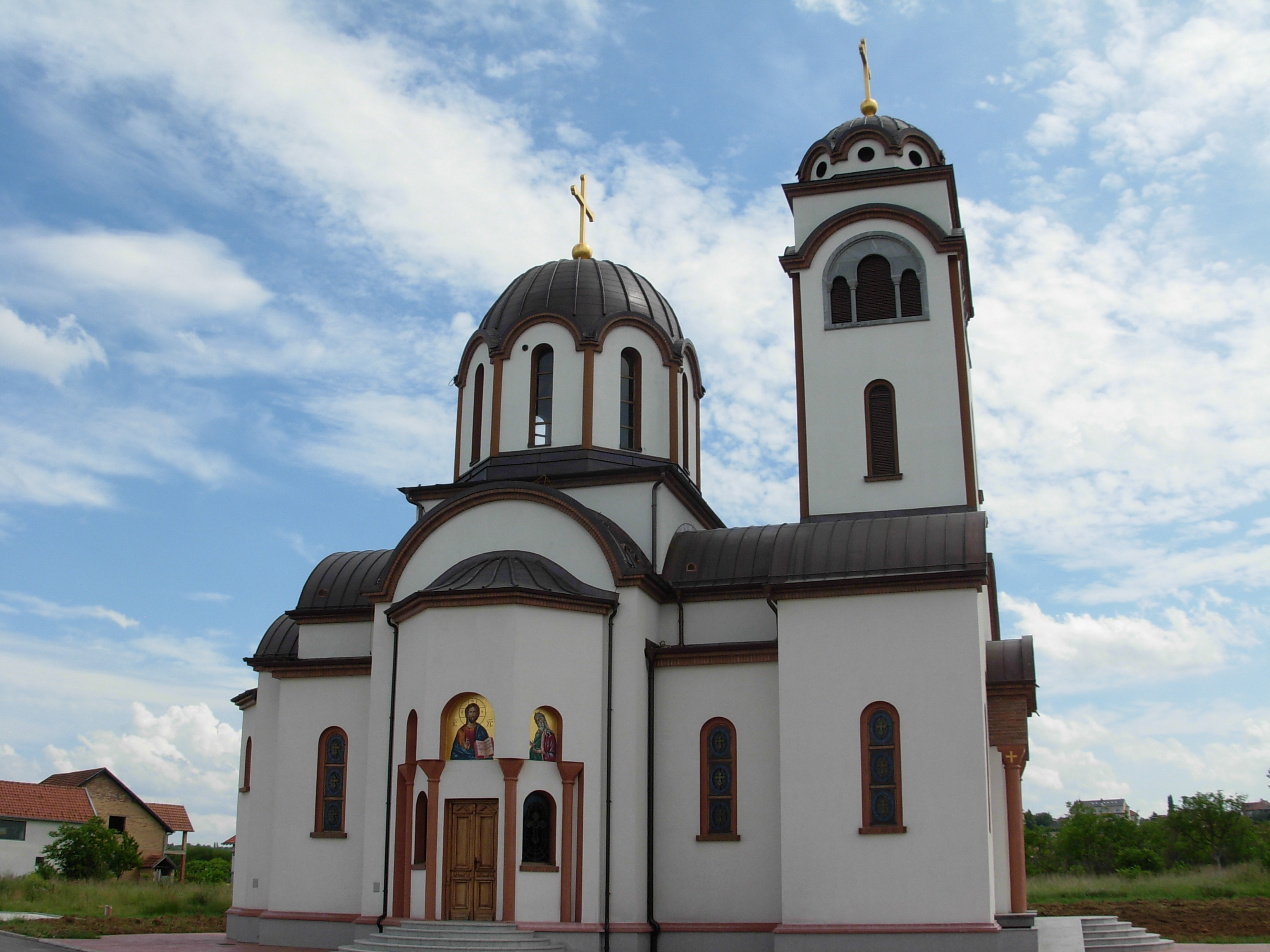
Nordseite
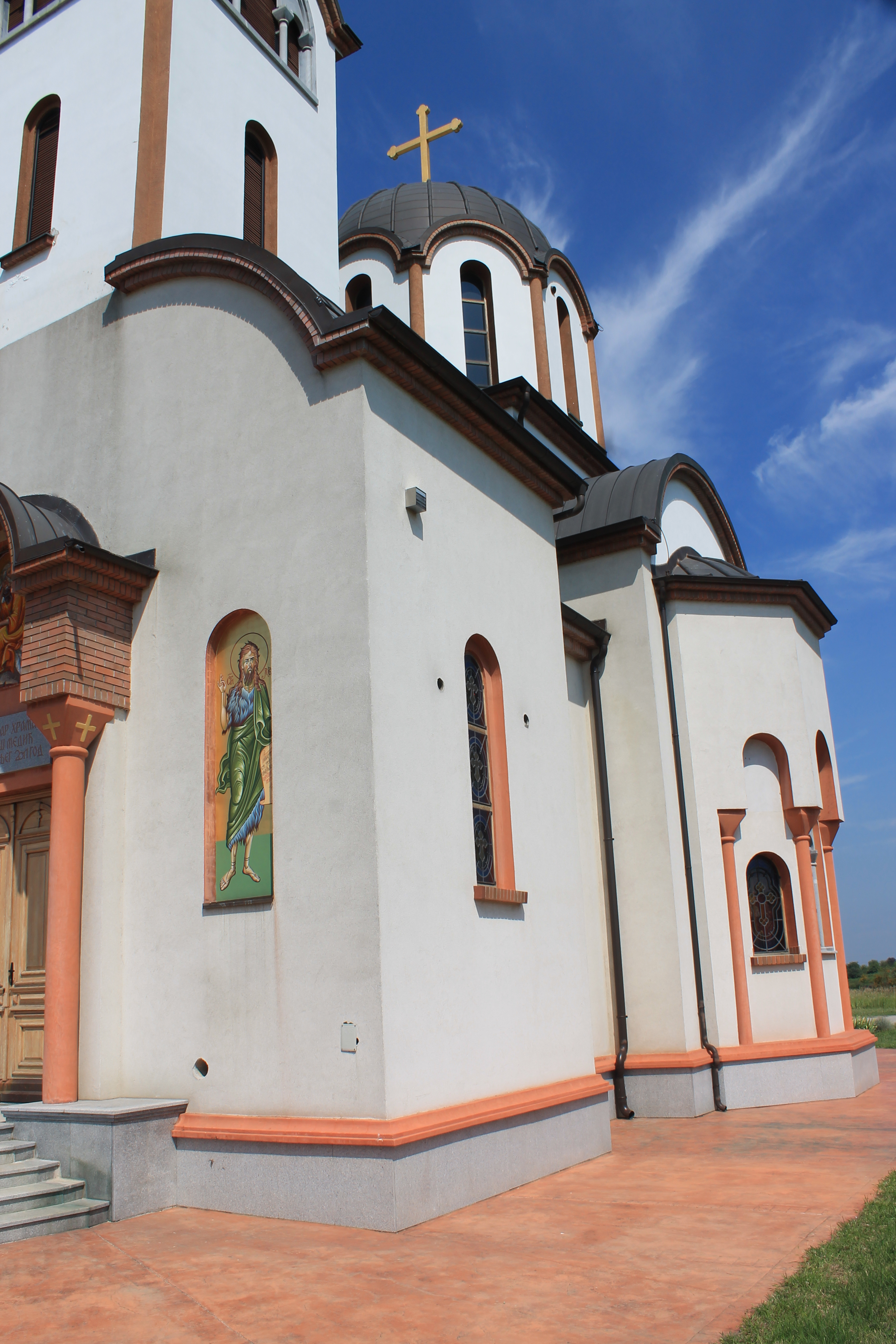
Südfassade
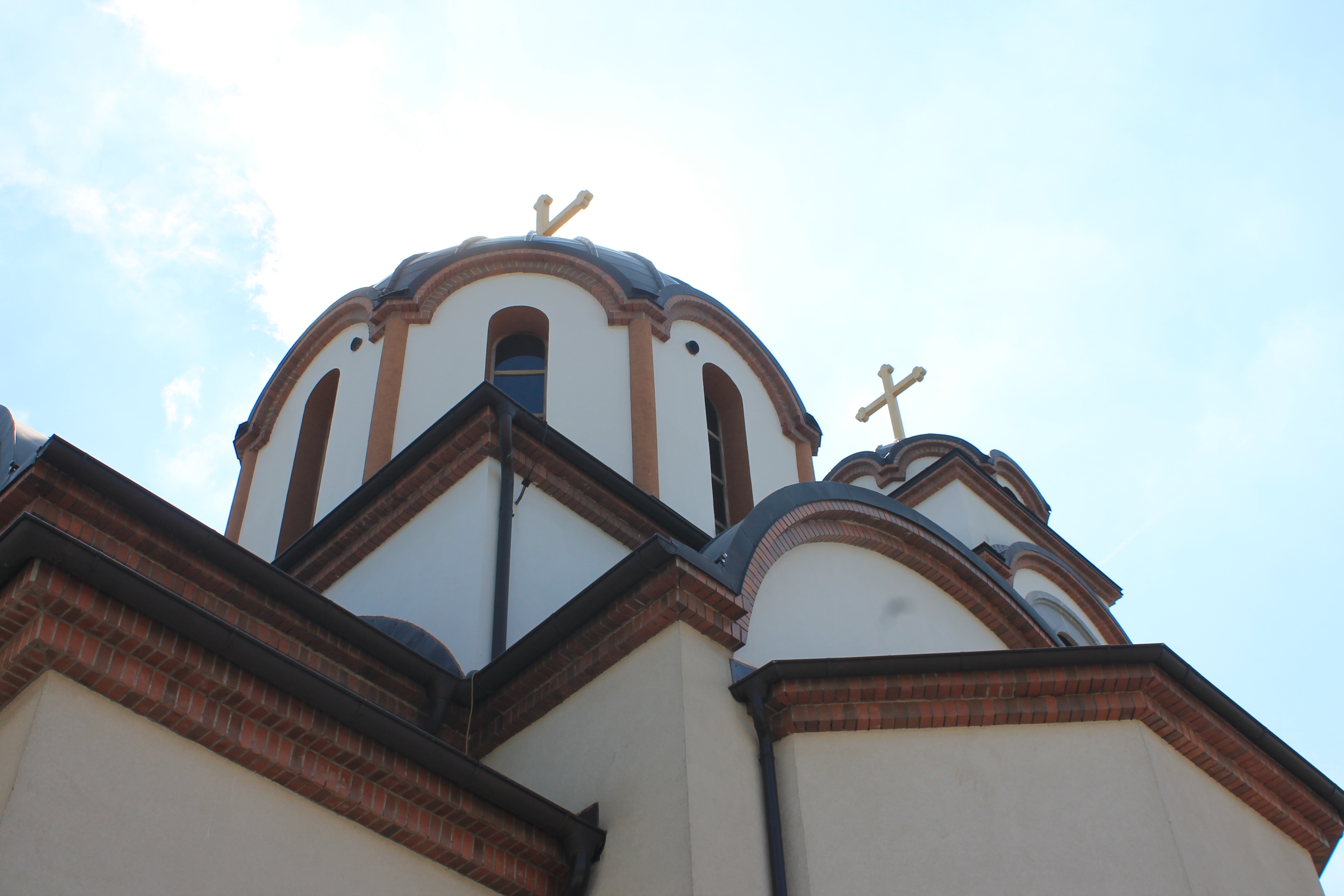
Blick auf die Kuppeln
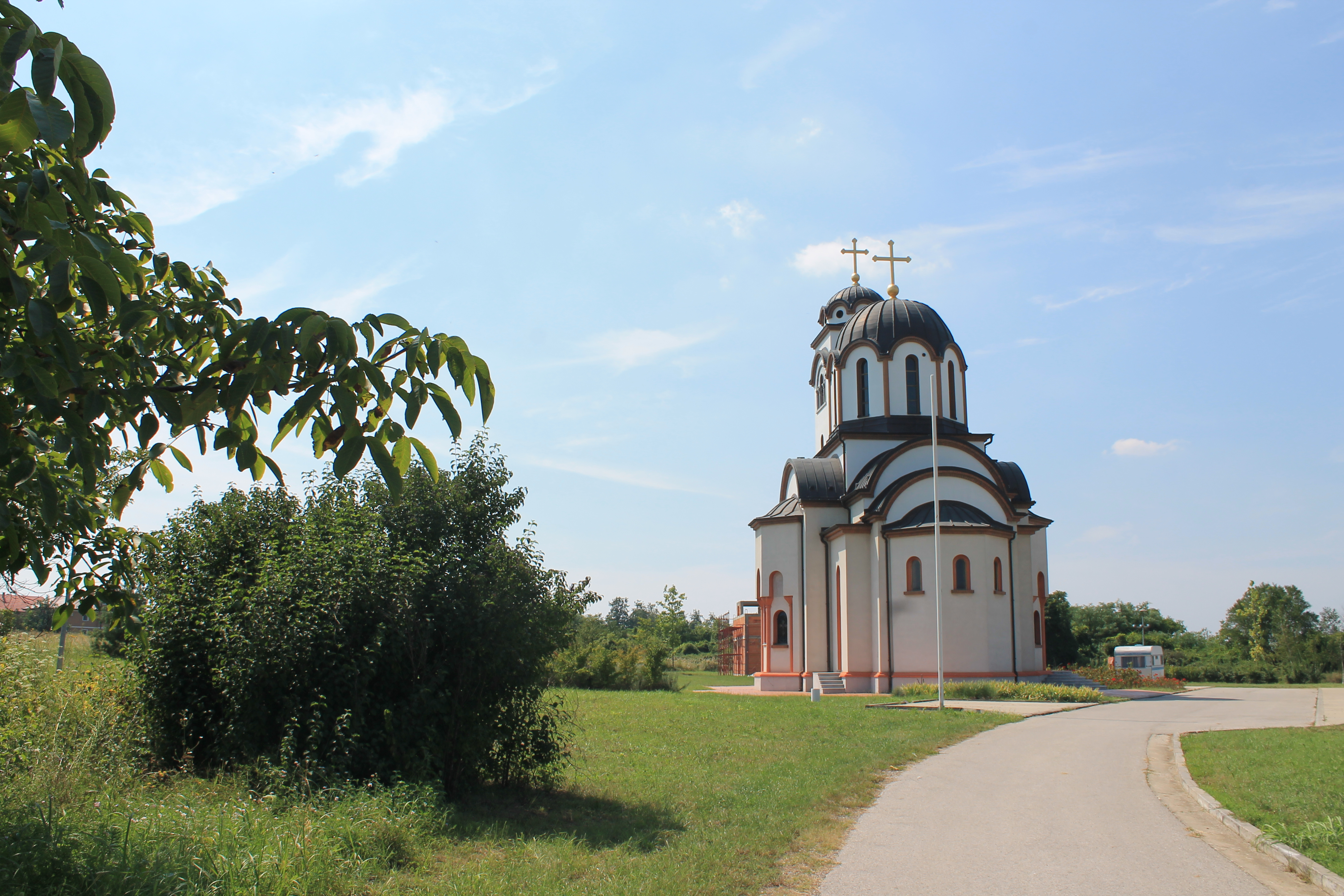
Der grüne Kirchhof

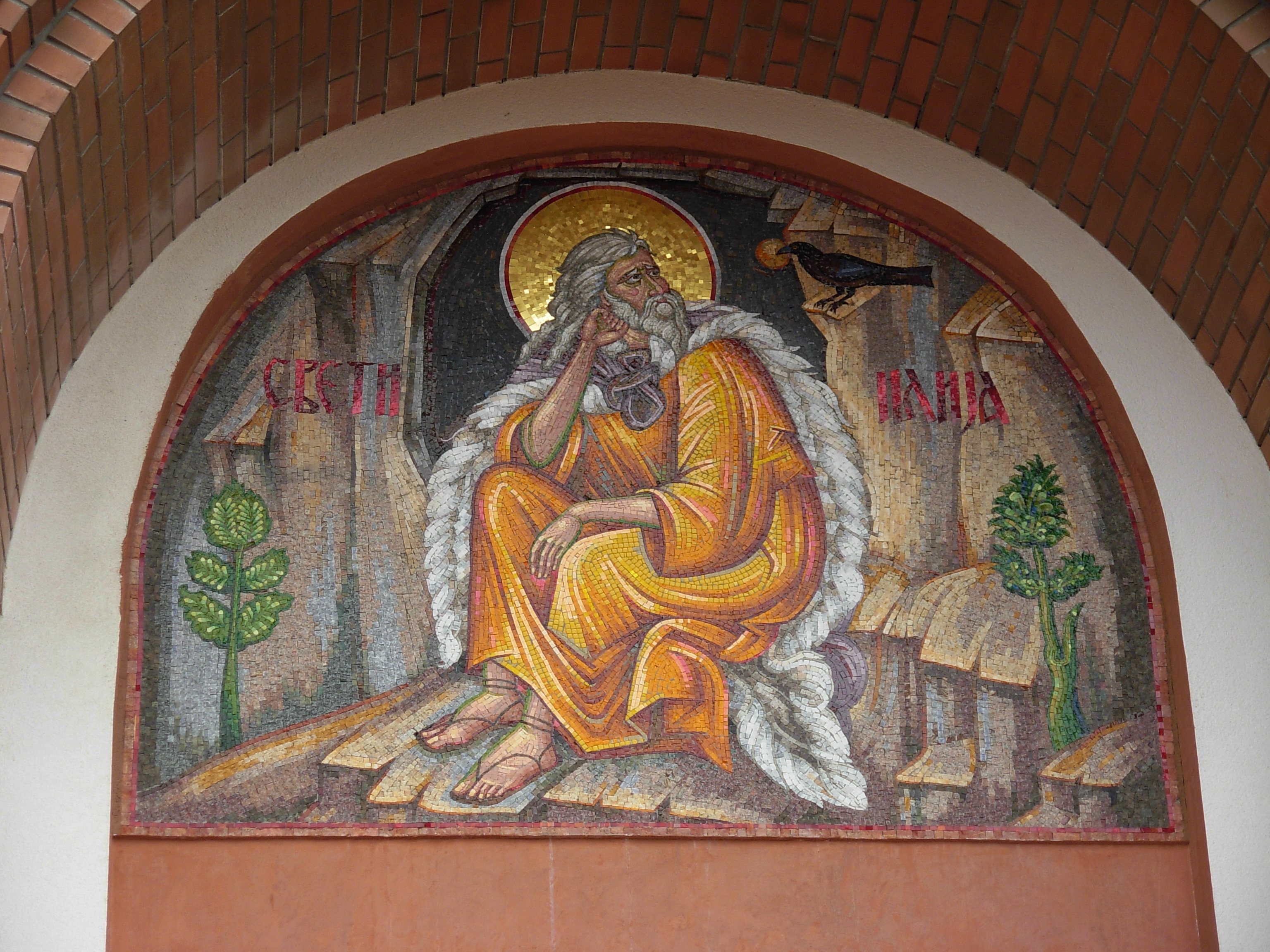
Mosaik des Propheten Elias mit dem Raben
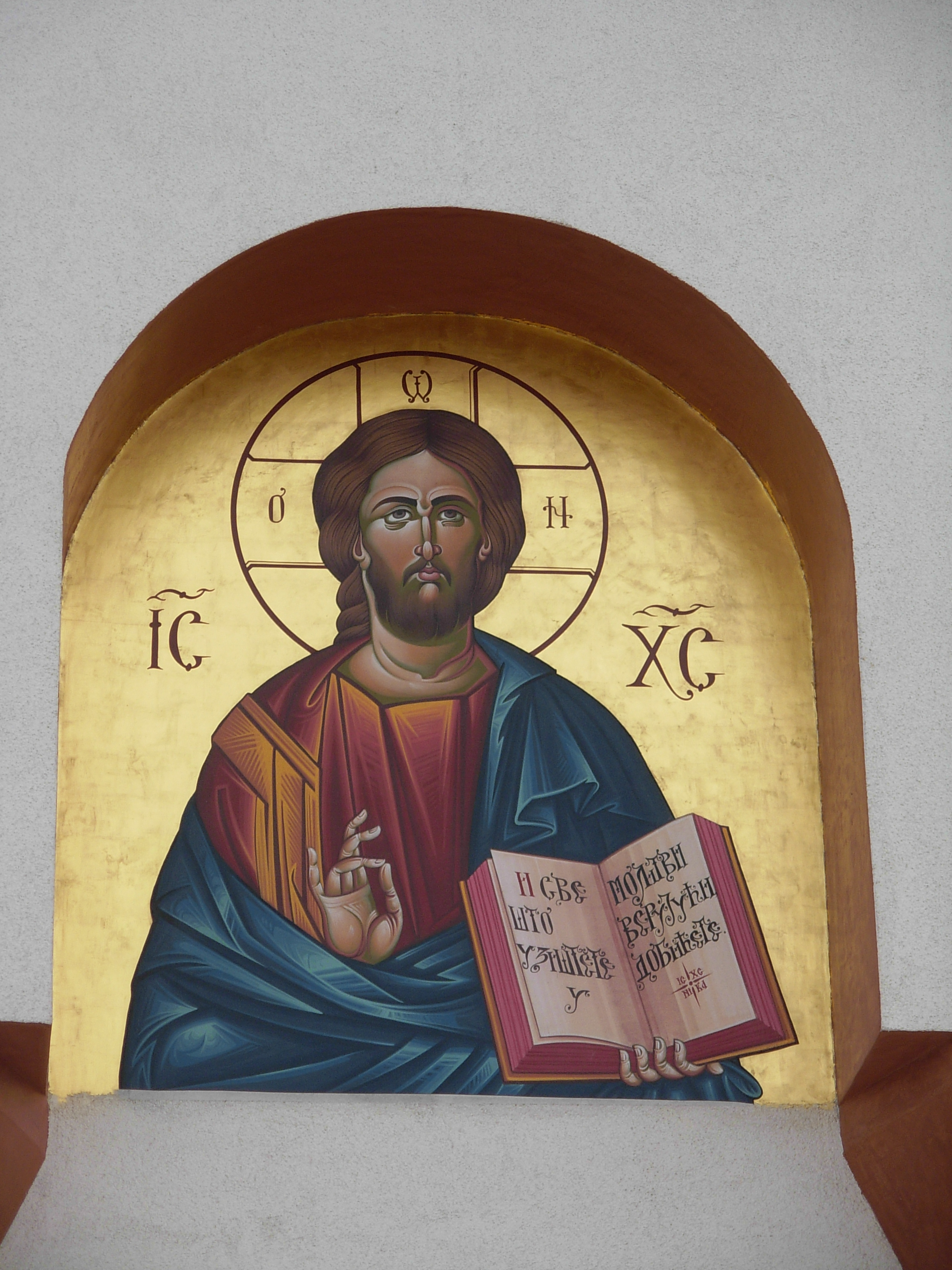
Christus-Ikone
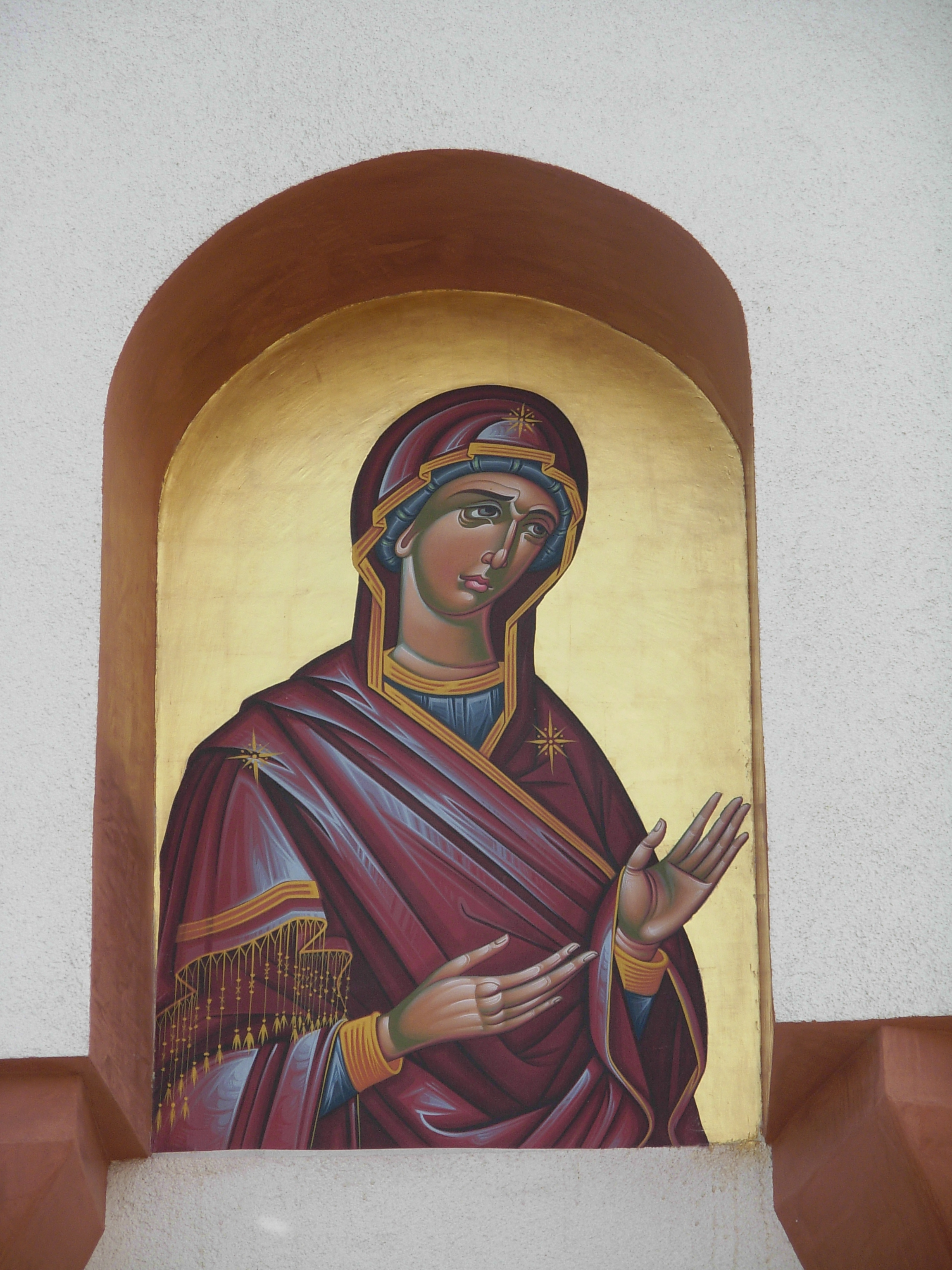
Gottesmutterikone
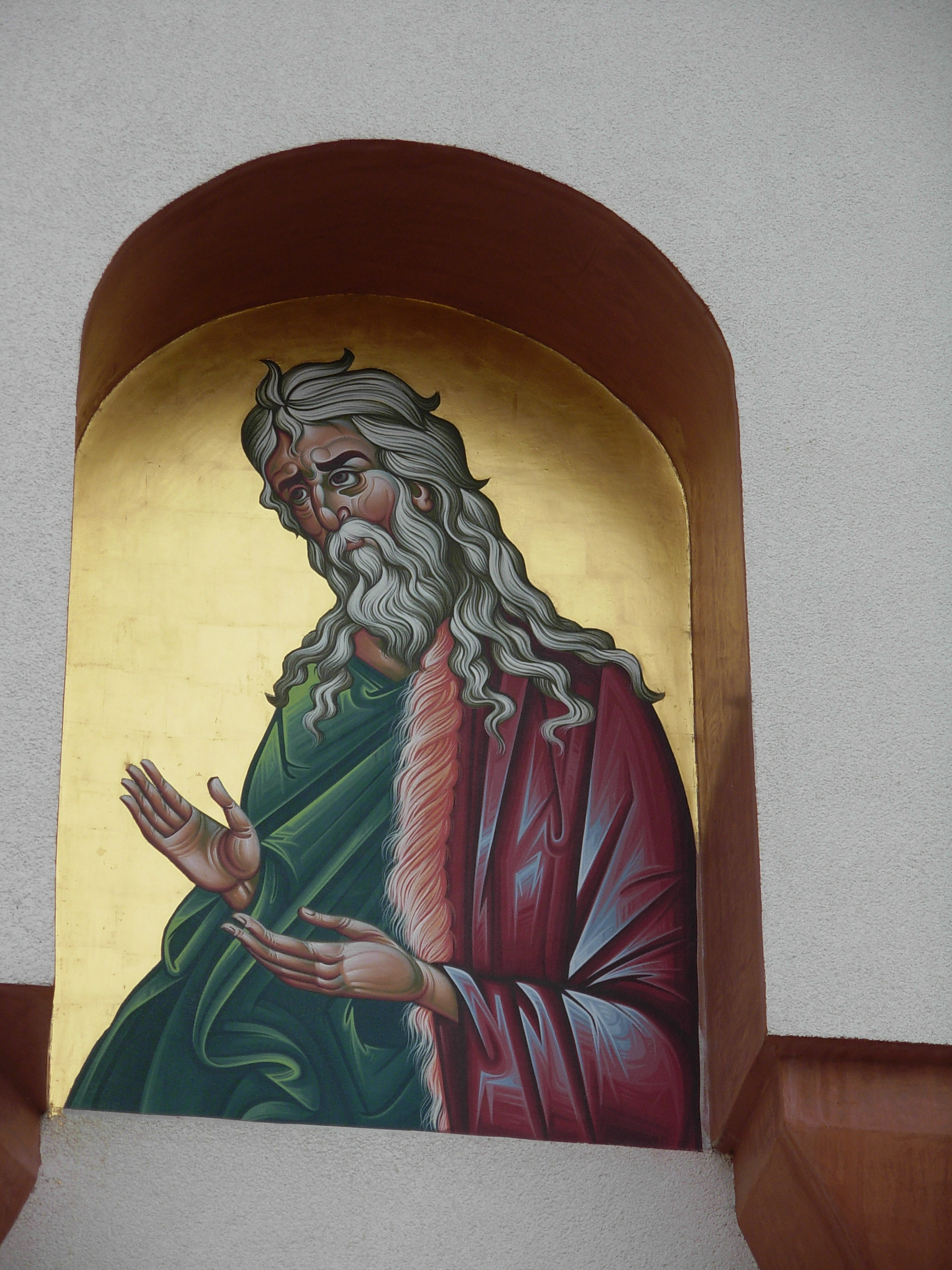
Ikone des Propheten Elias
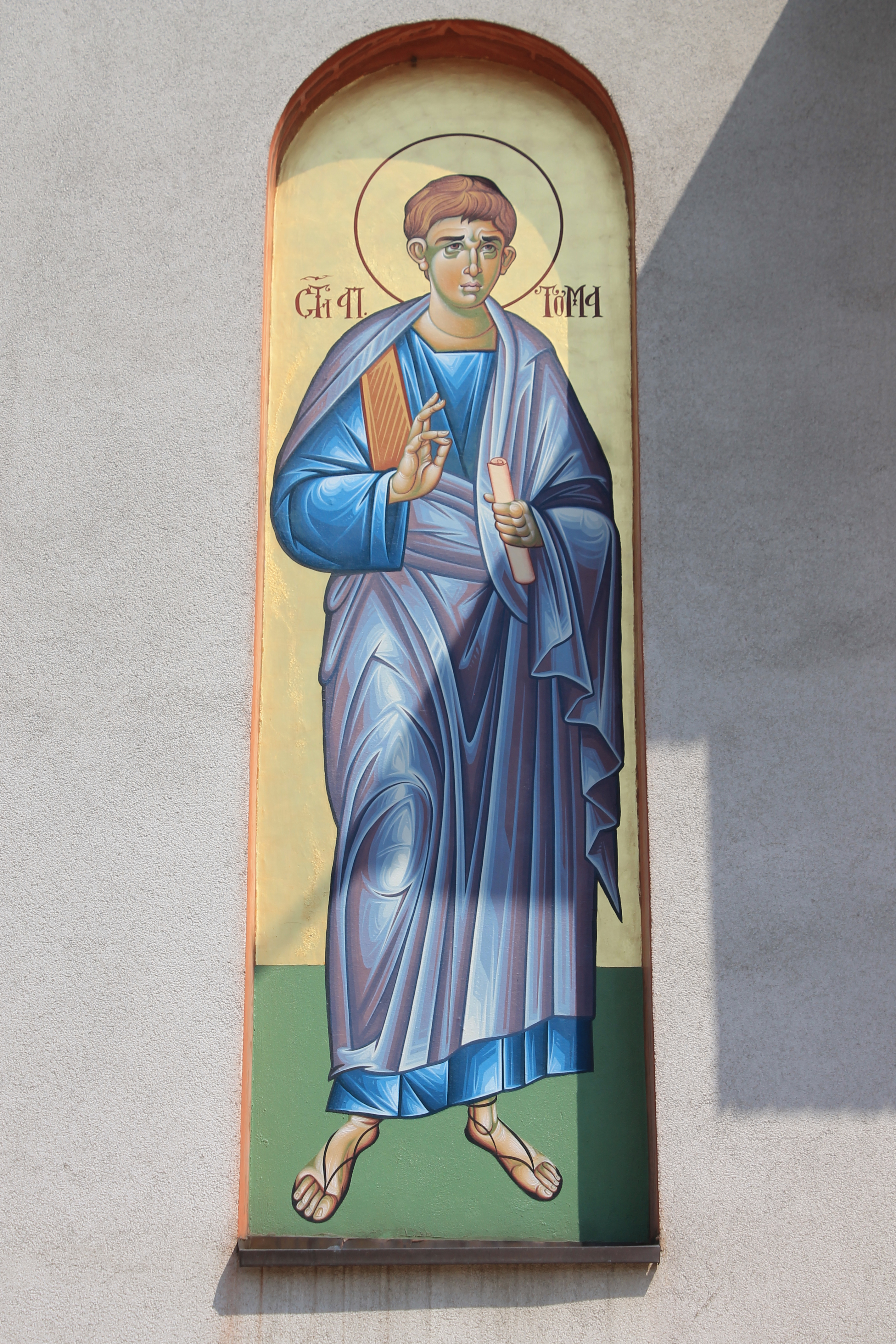
Ikone des Apostels Thomas
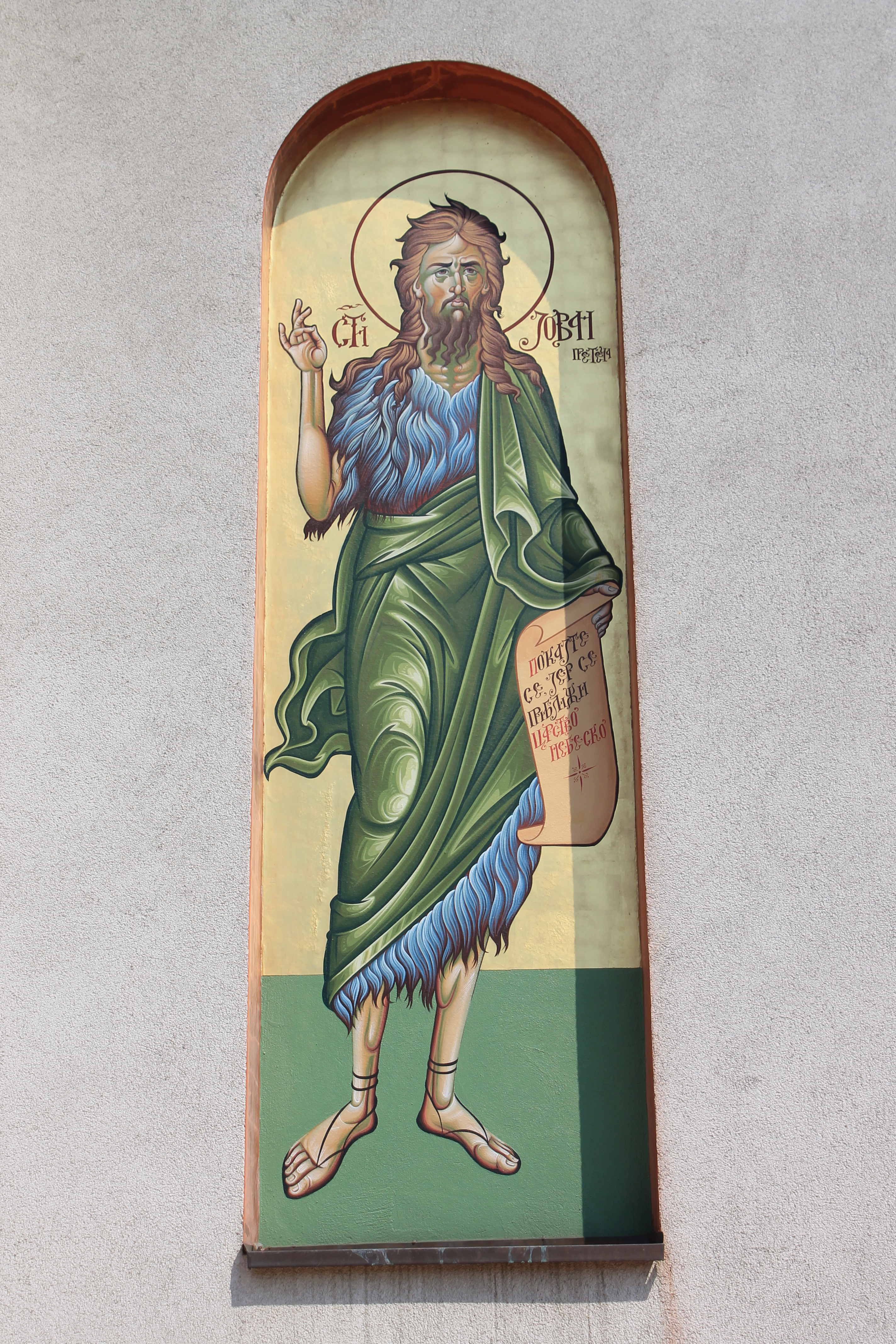
Ikone Johannes des Täufers